# La Talaia (Moià)
La Talaia és una masia situada en el terme municipal de Moià, a la comarca catalana del Moianès. Està situada a ponent de la vila de Moià, a migdia de la carretera N-141c prop de la fita quilomètrica número 25. És a prop i a llevant de Casagemes. És al capdamunt del Serrat de la Talaia.